# Торновое
Торновое — село в Волжском районе Самарской области в составе сельского поселения Рождествено. 

## География
Находится на востоке Самарской Луки на краю поймы Волги на расстоянии примерно 5 километров на северо-запад от села Рождествено, центра сельского поселения.

## История
Упоминается с 1639 года. Местное мордовское население относится к мокшанам.

## Население
Постоянное население составляло 189 человек (русские 34%, мордва 64%) в 2002 году, 361 в 2010 году.